# Субглацијално језеро
Субглацијално језеро или подледничко језеро или подглечерско језеро је језеро, које се налази испод глечера. За разлику од језера прекривеног ледом због сезонског замрзавања, под-ледено језеро је обично под сталним леденим покривачем дебљине од неколико стотина до неколико хиљада метара. Поред тога, око таквог језера може постојати екосистем са живим организмима, као што су бактерије и друга бића способна да преживе испод великих наслага леда.
Велики број ледених језера постоји на Антарктику. Највеће познато субглацијално језеро на Земљи је језеро Восток.

## Настанак
Постојање подледених језера је могуће захваљујући два природна феномена. Први од њих је смањење температуре топљења леда под притиском. Под тежином леда дебљине неколико стотина или хиљада метара, притисак се повећава толико да температура топљења падне за неколико степени испод 0 °C. Због другог феномена - геотермија - температура на дубини постепено расте. Ако на одређеној дубини температура леда почне да прелази тачку топљења, тада долази до настанка и постојања подледеног језера.

## Примери ледених језера
Уз помоћ леда који продире кроз радар и сателитске снимке под антарктичким леденим покривачем, до сада је откривено више од 150 подледничких језера. Највеће од њих, језеро Восток, дуго је око 250 км, а широко 50 км. Његова дубина је до 1200 м. Налази се у тоталном мраку на дубини од 3.700 до 4.100 метара испод леда. Температура је око -3 °C, а притисак је 35 МПа. Претпоставља се да су субглацијална језера Антарктика међусобно повезана системом субглацијалних река, кроз које се изједначава притисак и вода се транспортује.
На Исланду постоји неколико подледничких вулкана, од којих је најпознатији Гримсветн. Повећана геотермија узроковала је ледена језера која су им била близу. Због своје нестабилне вулканске активности, ова језера су, међутим, често нестабилна и често излазе на површину након што потпуно истопе ледени слој изнад њих.

## Значај
Ако ледена језера Антарктика, као што је Восток стварно садрже микроорганизме, онда су они од научног интереса као јединствени еколошки системи са екстремним животним условима, потпуно изоловани од спољашњег света за најмање стотине хиљада година. У својој студији, велика пажња се посвећује спречавању [контаминације], за коју се користе специјалне технологије бушења и криоботи.
Подледна језера су такође важна за истраживање свемира, будући да подсећају на предложене резервоаре небеских тела као што су сателит Јупитер и Европа и сателит Сатурна Енкелад . Њихова ледена мора се сматрају потенцијалним биотопима ванземаљског живота.